# Клёмово (платформа)
Клёмово — остановочный пункт на хордовой линии Узуново — Рыбное Московской железной дороги в городском округе Серебряные Пруды Московской области.
Расположен недалеко от одноимённой деревни городского округа.
На о.п. присутствует один путь перегона с низкой северной платформой. Ранее в районе о.п. проходили два пути — об этом свидетельствует заброшенная вторая низкая платформа. Через остановочный пункт в течение дня проходят три пары электропоездов маршрута до Узуново — Рязань I.
В 200-300 метрах на восток от платформы начинается Разъезд 12 км — первая двухпутная вставка на этой линии.
На платформе останавливается пять пары поездов Рязань-1 - Узуново.